# Today's Railways Europe
Today's Railways Europe是英国出版的一份英文铁路运输类杂志，每月一期，主题是欧洲的轨道交通。1994年7月创刊，创刊至今一直由“Platform 5”出版公司出版。创刊之初为双月刊，1997年8月起改为月刊。
该杂志初始刊名为Today's Railways，内容包含英国的铁路。2002年起拆分为Today's Railways Europe和《英国火车》，两份杂志，Today's Railways Europe的主题随之转为欧洲大陆的铁路。
受新冠疫情影响，2020年4月暂停出版，2020年7月恢复出版。
在Platform 5所有人彼得·福克斯（Peter Fox）2011年去世之前，该杂志主编由彼得·福克斯（Peter Fox）担任。 该杂志现任主编为基思·巴罗（Keith Barrow）。